# 葉榮鐘
葉榮鐘（1900年7月23日—1978年11月3日），字少奇，筆名奇，臺灣作家、詩人、記者、社會活動家。出生於彰化縣鹿港鎮，1931年與施錦標及陳謙之長女施纖纖結為連理，施氏畢業於彰化高等女學校，執教於鹿港女子公學校（洛津國小前身）。二人育有長女葉蓁蓁、長子葉光南、次女葉芸芸、三女葉青青、次子葉蔚南共五名子女。

## 經歷
葉長期擔任林獻堂的秘書。在日本留學時，自1927年起在矢內原忠雄特許下每周到東京帝國大學旁聽「臺灣糖業帝國主義」課程，又經蔡培火介紹，在1929年11月成為矢內的第一個《聖經》學生。
1942年日本占領菲律賓後，將菲律賓的新聞機關委由《大阪每日新聞》經營，並創辦漢文版的《華僑日報》。當時大阪《每日新聞》常務董事松岡正男赴馬尼拉經過臺北時，即商請《臺灣民報》總經理兼主筆林呈祿派人幫他創辦《華僑日報》。林呈祿後來與林獻堂請葉榮鐘前往馬尼拉。1943年2月，菲律賓軍政長官和知鷹二指明葉榮鐘赴菲。葉榮鐘遂於2月中旬赴菲，以大阪每日新聞社特別採用社員及馬尼拉新聞社華僑日報編輯次長的雙重身分在馬尼拉服務一年又兩個月，直到1944年4月中依約解職返臺。:428-429

## 作品
葉榮鐘回到臺灣後致力社會運動和臺灣新文化運動，工作餘暇著述豐富，雜誌《南音》的創刊者之一。著有漢語古典詩集《少奇吟草》和《臺灣人物群像》等多部書，身後輯為《葉榮鐘全集》。

## 外部連結
- 葉榮鐘數位資料館 （页面存档备份，存于）
- 104歲人瑞葉施纖纖 （页面存档备份，存于）